# ロンドンデリー (ニューハンプシャー州)
ロンドンデリー （英: Londonderry）は、アメリカ合衆国ニューハンプシャー州のロッキンガム郡にある町。人口は2万5826人（2020年）。町の北はマンチェスター、東はデリーに接している。町内にあるリンゴ園で知られ、ストーニーフィールドの農園があり、またマンチェスター・ボストン地域空港の一部が町内に入っている。
町の中で、人口密度が高い部分は国勢調査指定地域に指定されている。ロンドンデリーの東部と南部、ニューハンプシャー州道102号線の周りにある。

## 歴史
ロンドンデリーは、堅果のなる木が深く茂った森があったので、当初は「ナットフィールド」と呼ばれた地域にある。町には1718年にスコットランド・アイルランド系開拓者が入植した。その多くは北アイルランドのアルスター州にあるロンドンデリーから渡って来ており、1718年にボストンに到着して、宗教戦争や迫害のない新生活を始めた。1722年、町が認証され、「ロンドンデリー」と名付けられた。
初期のアルスター・スコッチ開拓者は周辺の村落にも広がり、アントリム、デリー、ダンバートンなどアイルランドやスコットランドの名前を付けた。植民地時代初期にロンドンデリーは2番目に大きな町であり、町の一部からデリーやマンチェスターの一部が作られた。
1719年、当時はロンドンデリーの一部だったデリーでアメリカ初のジャガイモが育てられた。
1790年、ロンドンデリーで国勢調査が行われた最初の年であり、このときの人口は2,622人だった。

### 絵葉書

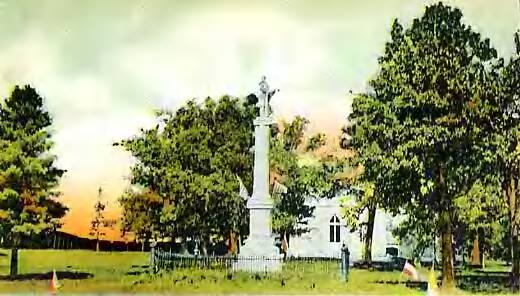
南北戦争兵士の記念碑、1905年
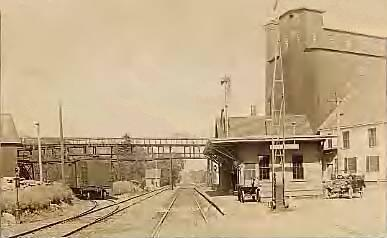
鉄道駅、1914年
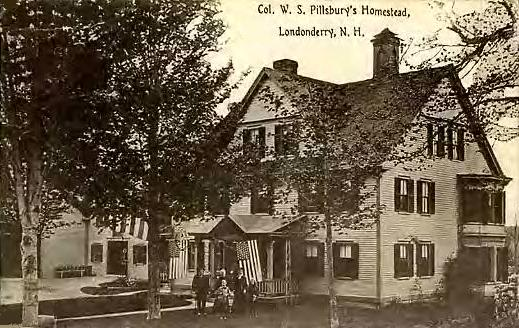
W・S・ピルスベリー大佐の住居、1910年頃

## 地理
アメリカ合衆国国勢調査局に拠れば、町域全面積は41.9平方マイル (108.5 km2)であり、このうち陸地41.8平方マイル (108.3 km2)、水域は0.1平方マイル (0.3 km2)で水域率は0.31%である。ロンドンデリーの国勢調査指定地域は全面積は12.2平方マイル (32 km2)であり、水域率は0.16%である。
町内東部をビーバー・ブルック、西部をリトルコハス・ブルックとネセンキーグ・ブルックが流れている。町内最高地点は町ちゅうしんの北にある標高535フィート (163 m) の「第8の丘」であり、その丘の上にあった昔の校舎から名付けられた。
町内を州間高速道路93号線、ニューハンプシャー州道102号線、同128号線、同28号線が通っている。

## 人口動態
以下は2000年の国勢調査による人口統計データである。
| 基礎データ - 人口: 23,236 人 - 世帯数: 7,623 世帯 - 家族数: 6,319 家族 - 人口密度: 214.6人/km2（555.8 人/mi2） - 住居数: 7,718 軒 - 住居密度: 71.3軒/km2（184.6 軒/mi2） 人種別人口構成 - 白人: 96.92% - アフリカン・アメリカン: 0.56% - ネイティブ・アメリカン: 0.17% - アジア人: 1.16% - 太平洋諸島系: 0.03% - その他の人種: 0.32% - 混血: 0.84% - ヒスパニック・ラテン系: 1.53% | 年齢別人口構成 - 18歳未満: 32.9% - 18-24歳: 5.8% - 25-44歳: 32.7% - 45-64歳: 23.2% - 65歳以上: 5.3% - 年齢の中央値: 35歳 - 性比（女性100人あたり男性の人口） - 総人口: 97.0 - 18歳以上: 95.1 世帯と家族（対世帯数） - 18歳未満の子供がいる: 50.3% - 結婚・同居している夫婦: 70.9% - 未婚・離婚・死別女性が世帯主: 8.6% - 非家族世帯: 17.1% - 単身世帯: 12.9% - 65歳以上の老人1人暮らし: 3.3% - 平均構成人数 - 世帯: 3.05人 - 家族: 3.36人 | 収入と家計 - 収入の中央値 - 世帯: 70,501米ドル - 家族: 73,513米ドル - 性別 - 男性: 50,566米ドル - 女性: 33,821米ドル - 人口1人あたり収入: 26,491米ドル - 貧困線以下 - 対人口: 2.1% - 対家族数: 1.6% - 18歳未満: 1.2% - 65歳以上: 6.3% |

### 国勢調査指定地域
以下は、ロンドンデリーの都心部、国勢調査指定地域の2000年の国勢調査による人口統計データである。
| 基礎データ - 人口: 11,417 人 - 世帯数: 3,832 世帯 - 家族数: 3,130 家族 - 人口密度: 361.3人/km2（936.0 人/mi2） - 住居数: 3,881 軒 - 住居密度: 122.8軒/km2（318.2 軒/mi2） 人種別人口構成 - 白人: 97.22% - アフリカン・アメリカン: 0.50% - ネイティブ・アメリカン: 0.15% - アジア人: 0.93% - 太平洋諸島系: 0.04% - その他の人種: 0.21% - 混血: 0.95% - ヒスパニック・ラテン系: 1.52% | 年齢別人口構成 - 18歳未満: 32.0% - 18-24歳: 6.4% - 25-44歳: 31.8% - 45-64歳: 24.0% - 65歳以上: 5.8% - 年齢の中央値: 35歳 - 性比（女性100人あたり男性の人口） - 総人口: 95.0 - 18歳以上: 92.8 世帯と家族（対世帯数） - 18歳未満の子供がいる: 48.3% - 結婚・同居している夫婦: 67.7% - 未婚・離婚・死別女性が世帯主: 10.3% - 非家族世帯: 18.3% - 単身世帯: 13.8% - 65歳以上の老人1人暮らし: 3.5% - 平均構成人数 - 世帯: 2.98人 - 家族: 3.30人 | 収入と家計 - 収入の中央値 - 世帯: 68,707米ドル - 家族: 71,484米ドル - 性別 - 男性: 50,184米ドル - 女性: 31,998米ドル - 人口1人あたり収入: 26,767米ドル - 貧困線以下 - 対人口: 2.3% - 対家族数: 1.5% - 18歳未満: 1.6% - 65歳以上: 4.0% |

## 経済
ロンドンデリーには多くの企業があり、その多くは町の北部、マンチェスター・ボストン地域空港の近く、あるいは南東部、州間高速道路93号線とニューハンプシャー州道102号線に近い所にある。町に本社を構える主要企業には、ストーニーフィールド農園やブルーシール・フィーズがある。またコカ・コーラの瓶詰施設もある。マックのアップルズ、サニークレスト農園、エルウッド果樹園、ウッドモント果樹園が町内にある果樹園の例であり、町の重要な農業遺産の象徴になっている。商業では全国チェーンの小売店が多くある。

## 教育
ロンドンデリーの教育はロンドンデリー教育学区が管轄している。
幼稚園:
- ムースヒル学校（ロンドンデリー早期教育プログラムを含む）

小学校:
- 北校
- マシュー・ソーントン小学校
- 南校

中学校:
- ロンドンデリー中学校

高校:
- ロンドンデリー高校

私立学校:
- ビクトリー・バプテスト学校（幼稚園から12年生）
- アドベンチャーズ・イン・ラーニング
- アップルウッド・ラーニング・センター
- コージー・キッズ・チャイルド・ケア
- キンダーケア
- ピクシー・プレスクールI
- ウィニーズ・クリエイティブ・キンダーガーテン

## 著名な出身者
- ドム・ディマジオ、メジャーリーグベースボール選手、ボストン・レッドソックス
- ブライアン・ウィルソン、メジャーリーグベースボール選手、ロサンゼルス・ドジャース[5]